# Francisco Gil Hellín
Francisco Gil Hellín (Murcia, 2 luglio 1940) è un arcivescovo cattolico spagnolo, dal 30 ottobre 2015 arcivescovo emerito di Burgos.

## Biografia
Francisco Gil Hellín è nato a Murcia il 2 luglio 1940.

### Formazione e ministero sacerdotale
Ha compiuto gli studi primari nella scuola della misericordia dei Fratelli maristi e gli studi di filosofia e teologia nel seminario diocesano di Murcia dal 1957 al 1964. Nel 1966 si è trasferito in Italia, dove ha conseguito la laurea in teologia dogmatica presso la Pontificia Università Gregoriana di Roma nel 1968. Ha poi studiato teologia morale presso l'Accademia alfonsiana di Roma dal 1969 al 1970. È tornato in patria per gli studi di dottorato in teologia presso l'Università di Navarra che ha concluso nel 1975.
Il 21 giugno 1964 è stato ordinato presbitero. Dallo stesso anno al 1966 è stato vice direttore dell'Istituto di Totana. Ha poi servito come canonico penitenziere della cattedrale di Albacete fino al 1975, quando ha assunto lo stesso ruolo nella cattedrale di Valencia. È stato anche docente di teologia presso la Facoltà teologica "San Vicente Ferrer" fino al 1985, quando si è trasferito a Roma dopo essere stato nominato sottosegretario del Pontificio consiglio per la famiglia. Dal 1986 al 1997 è stato anche professore presso il Pontificio istituto Giovanni Paolo II e la Pontificia Università della Santa Croce.

### Ministero episcopale
Il 3 aprile 1996 papa Giovanni Paolo II lo ha nominato segretario del Pontificio consiglio per la famiglia e vescovo titolare di Cizio. Ha ricevuto l'ordinazione episcopale il 1º giugno successivo dal cardinale Alfonso López Trujillo, presidente del dicastero, co-consacranti l'arcivescovo Giovanni Battista Re, Sostituto per gli Affari Generali della Segreteria di Stato, e l'arcivescovo di Valencia Agustín García-Gasco Vicente.
Il 28 marzo 2002 è stato nominato arcivescovo metropolita di Burgos.
Il 30 ottobre 2015 papa Francesco ha accettato la sua rinuncia al governo pastorale dell'arcidiocesi per raggiunti limiti d'età.
Dal 15 giugno 2018 al 16 gennaio 2019 è stato amministratore apostolico sede plena di Ciudad Rodrigo.
In seno alla Conferenza episcopale spagnola è membro della commissione per i laici, la famiglia e la vita dal marzo del 2020. In precedenza è stato membro della commissione per il clero dal 2002 al 2005; membro della commissione per l'apostolato secolare; membro della sottocommissione per la famiglia e la difesa della vita e membro della commissione permanente in rappresentanza della provincia ecclesiastica di Burgos dal 2011 al 2015.

## Genealogia episcopale
La genealogia episcopale è:
- Cardinale Scipione Rebiba
- Cardinale Giulio Antonio Santori
- Cardinale Girolamo Bernerio, O.P.
- Arcivescovo Galeazzo Sanvitale
- Cardinale Ludovico Ludovisi
- Cardinale Luigi Caetani
- Cardinale Ulderico Carpegna
- Cardinale Paluzzo Paluzzi Altieri degli Albertoni
- Papa Benedetto XIII
- Papa Benedetto XIV
- Papa Clemente XIII
- Cardinale Marcantonio Colonna
- Cardinale Giacinto Sigismondo Gerdil, B.
- Cardinale Giulio Maria della Somaglia
- Cardinale Carlo Odescalchi, S.I.
- Vescovo Eugène de Mazenod, O.M.I.
- Cardinale Joseph Hippolyte Guibert, O.M.I.
- Cardinale François-Marie-Benjamin Richard de la Vergne
- Cardinale Pietro Gasparri
- Cardinale Clemente Micara
- Cardinale Antonio Samorè
- Cardinale Aníbal Muñoz Duque
- Cardinale Alfonso López Trujillo
- Arcivescovo Francisco Gil Hellín